# Annabring Mátyás
Annabring Mátyás (Matthias Annabring) (Kübekháza, 1904. augusztus 23. – Tübingen, 1961. február 5.) bánáti magyar-német jogász, ügyvéd.

## Életpályája
Szülei: Annabring Mátyás és Hegyes Erzsébet voltak. Jogot tanult, és doktori címmel hagyta el az egyetemet. Még diákként csatlakozott Bleyer Jakab kulturális mozgalmához, és a Magyarországi Német Népnevelési Egyesület egyik első titkára volt. A második világháború után (1945) az SPD-ben találta meg politikai otthonát. Az 1949-es szövetségi választásokon Baden-Württemberg tartományi listáján indult. 1949. szeptember 12-én tagja volt az 1. szövetségi gyűlésnek.
Az 1945 utáni magyarországi németségről szóló riportokat és történelmi beszámolókat publikált.

## Művei
- Geschichte der Donauschwaben (Verlag: Südost-Stimmen; Stuttgart-Möhringen)
- Das ungarländische Deutschtum (Verlag: Südost-Stimmen; Stuttgart-Möhringen, 1952)
- Kreuz und quer durch das rote Ungarn (Verlag: Unsere Post, Stuttgart, 1953)
- Die katholische Kirche im kommunistischen Ungarn (Südoststimmen, Stuttgart-Möhringen, 1953)
- Der Freiheitskampf in Ungarn (Donauschwäbischer Heimatverlag, Aalen, 1957)

## Fordítás
- Ez a szócikk részben vagy egészben  a   Matthias Annabring című német Wikipédia-szócikk ezen változatának fordításán alapul.  Az eredeti cikk szerkesztőit annak laptörténete sorolja fel. Ez a jelzés csupán a megfogalmazás eredetét és a szerzői jogokat jelzi, nem szolgál a cikkben szereplő információk forrásmegjelöléseként.